# Hugh McElhenny
Hugh Edward McElhenny Jr. (* 31. Dezember 1928 in Los Angeles, Kalifornien; † 17. Juni 2022 in Henderson, Nevada), Spitznamen: „The King“ oder „Hurryin Hugh“, war ein US-amerikanischer American-Football-Spieler auf der Position des Halfbacks. Er spielte für die San Francisco 49ers, die Minnesota Vikings, die New York Giants und die Detroit Lions in der National Football League (NFL).

## Jugend
Hugh McElhenny wurde als Sohn eines Verkaufsautomatenhändlers in Los Angeles geboren, wo er auch die Highschool besuchte. Seine sportlichen Leistungen als Footballspieler machten die Scouts verschiedener Colleges auf ihn aufmerksam. Er besuchte zunächst für drei Monate die University of Southern California (USC). Da seine Fremdsprachenkenntnisse nicht ausreichten, brach er sein Studium dort ab und reiste zusammen mit einem Freund mit dem Auto durch die USA. 1948 spielte er für die Mannschaft eines Junior Colleges um danach das angebotene Stipendium der University of Washington anzunehmen.

## Spielerlaufbahn

### College
Hugh McElhenny studierte in Seattle von 1949 bis 1951. Für die Footballmannschaft seines Colleges spielte er als Halfback. Im Jahr 1950 erzielte er in einem einzigen Spiel fünf Touchdowns. Im Jahr 1951 wurde er zum All-American gewählt und erzielte 17 Touchdowns in der Saison. Aufgrund seiner sportlichen Leistungen wurde McElhenny von seinem College in allen drei Studienjahren ausgezeichnet.

### NFL

#### San Francisco 49ers
McElhenny wurde von den San Francisco 49ers 1952 in der ersten Runde an neunter Stelle der NFL Draft ausgewählt. Die 49ers zahlten ihm ein Gehalt von 7.000 US-Dollar. McElhenny, der von Quarterback Y. A. Tittle immer wieder in Szene gesetzt wurde und mit Joe Perry über einen ausgezeichneten Fullback als Vorblocker verfügte, konnte in seinem Rookiejahr einen Laufdurchschnitt von sieben Yards erzielen, was eine NFL-Jahresbestleistung darstellte. Im Jahr 1954 konnte McElhenny aufgrund einer Knieverletzung lediglich sechs Spiele für die Mannschaft aus San Francisco bestreiten. Trotzdem gelang ihm in der Saison ein Raumgewinn von 515 Yards und sechs Touchdowns.
Im Jahr 1957 gelang es McElhenny mit seiner Mannschaft in das NFL Endspiel einzuziehen, wo sie allerdings den Detroit Lions mit 31:27 unterlagen. McElhenny konnte in dem Spiel einen Pass von Tittle zu einem Touchdown verwerten.

#### Minnesota Vikings
Im Jahr 1961 wechselte Hugh McElhenny zu den von Norm Van Brocklin trainierten Minnesota Vikings. Fortan war Fran Tarkenton als Quarterback für die Ballübergabe an McElhenny verantwortlich. Die Mannschaft der Vikings war jedoch zu schwach, um sich in den nächsten beiden Jahren für das Endspiel zu qualifizieren. 

#### New York Giants
1963 unterschrieb McElhenny einen Vertrag bei den New York Giants, wo er erneut auf Y. A. Tittle traf. Mit den Giants zog er in sein zweites Endspiel ein. Seine Mannschaft konnte sich jedoch nicht gegen die Chicago Bears durchsetzen und verlor mit 14:10.

#### Detroit Lions und Karriereende
Nach einem Jahr bei den Detroit Lions, wo er lediglich als Ersatzspieler zum Einsatz kam, beendete er nach 143 Spielen in der NFL seine Laufbahn. Hugh McElhenny war für seinen explosiven Laufstil bekannt. Von seinen 58 Touchdowns erzielte er 38 durch Laufspiel, 20 Pässe seiner Quarterbacks konnte er zu Touchdowns verwerten.

## Ehrungen
Hugh McElhenny spielte sechsmal im Pro Bowl und wurde fünfmal zum All-Pro gewählt. Er ist Mitglied im NFL 1950s All-Decade Team, in der Pro Football Hall of Fame, in der Bay Area Sports Hall of Fame, in der State of Washington Sports Hall of Fame und in der College Football Hall of Fame. Seine Trikotnummer 39 wird von den 49ers nicht mehr vergeben.

## Nach der NFL
McElhenny arbeitete nach seiner Laufbahn im öffentlichen Dienst. Er war Teil einer Investorengruppe, die erfolglos versuchte die Franchiserechte für die Seattle Seahawks zu erhalten. Er war verheiratet und Vater zweier Töchter. McElhenny starb am 17. Juni 2022 in seinem Zuhause im Alter von 93 Jahren.